# Ernst Huhn
Ernst Huhn (* 1894; † 1964) war ein deutscher Architekt.

## Leben
Huhn gehörte längere Zeit zu den engen Mitarbeitern des Architekten Wilhelm Kreis in dessen Düsseldorfer Jahren (1908–1926). Ab Ende der 1920er Jahre trat Huhn, vor allem im Bereich des Rheinlandes, als Architekt für Kino- und Theaterbauten sowie Gaststätten hervor. Er war in Düsseldorf tätig und Mitglied des Bundes Deutscher Architekten. Über einige seiner Bauten berichtete er in der Fachzeitschrift Bühnentechnische Rundschau.

## Bauten (Auswahl)

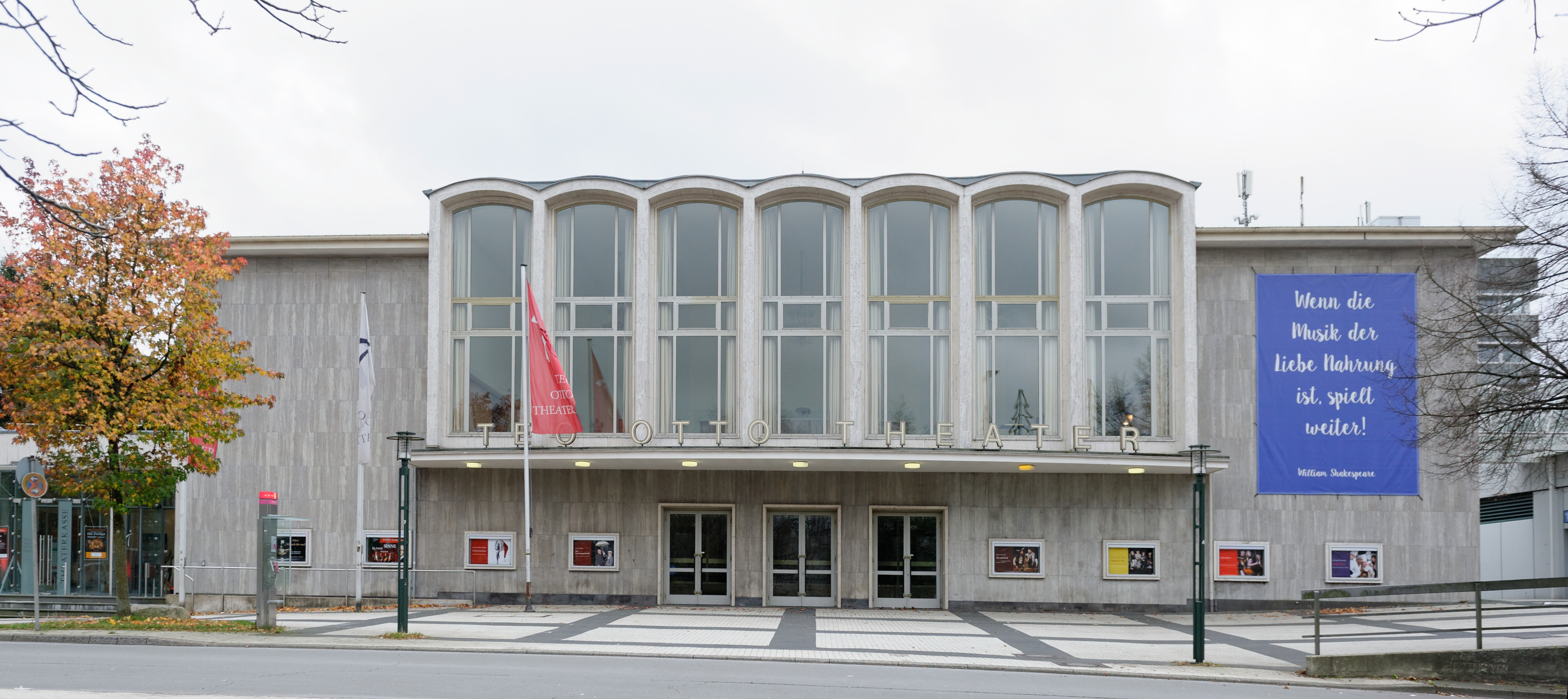
Teo-Otto-Theater, ursprünglich Stadttheater Remscheid

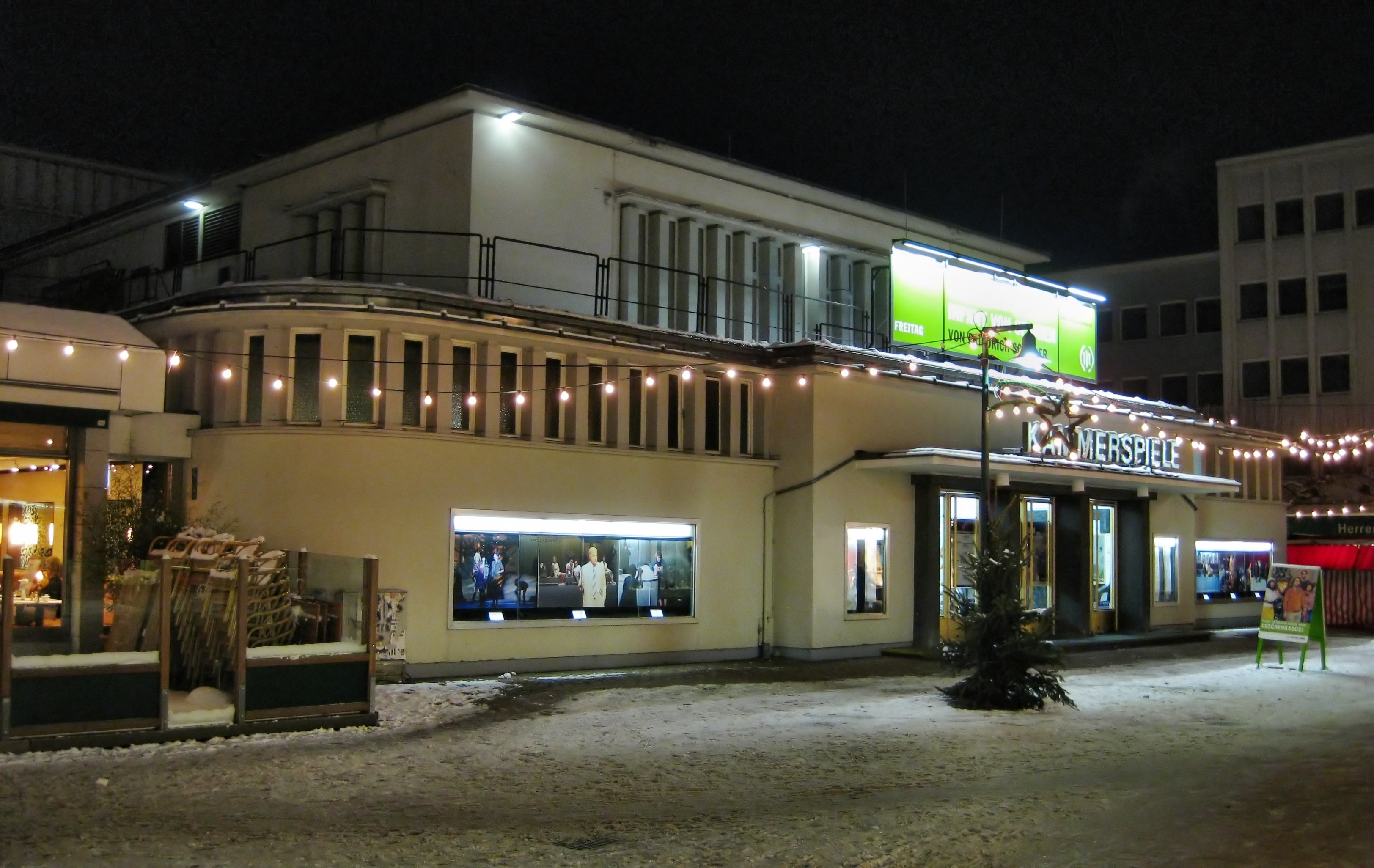
Schauspielhaus Bad Godesberg, Foto 2010

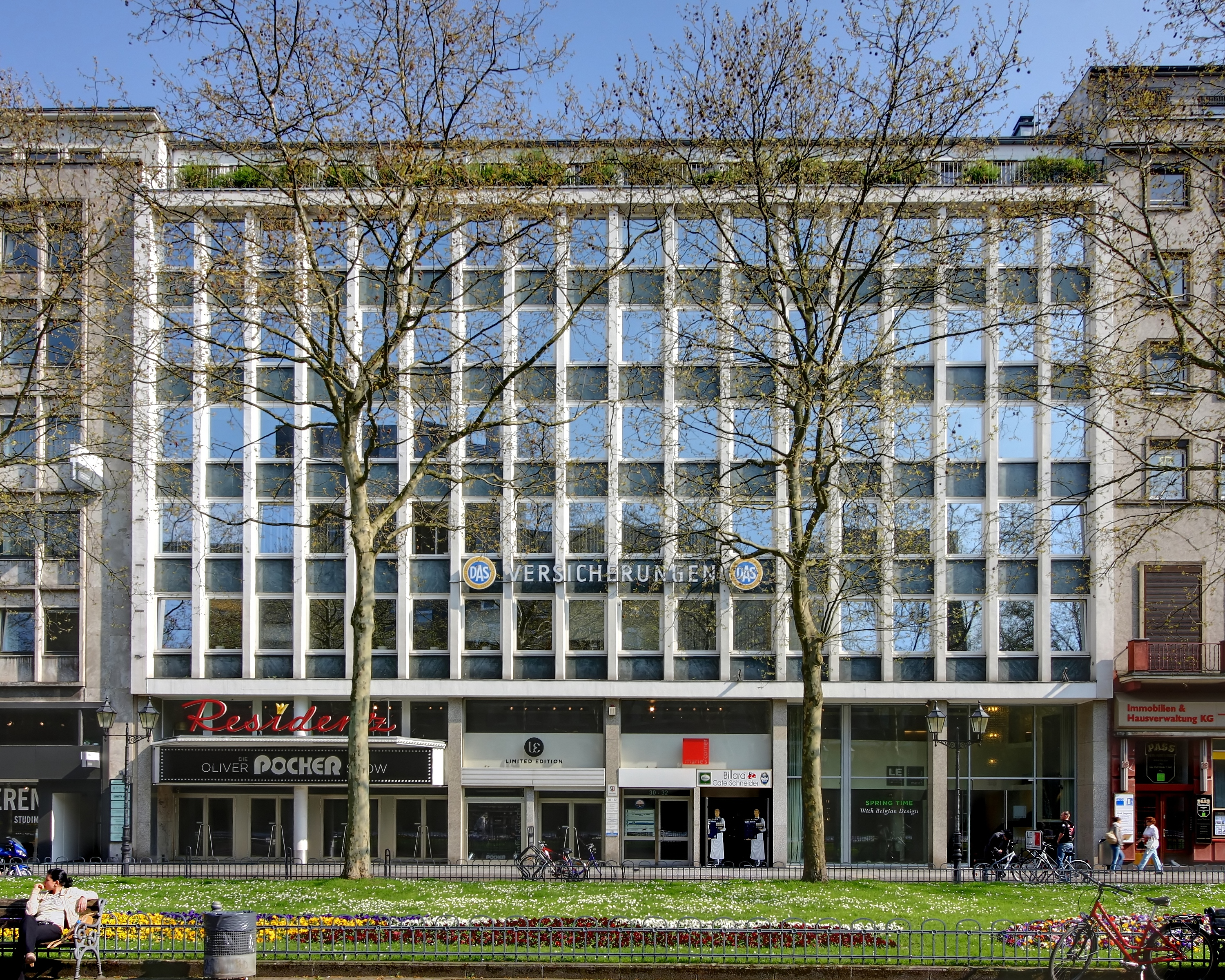
Wohn- und Geschäftshaus mit Kino, Kaiser-Wilhelm-Ring 30–32 in Köln, Foto 2011

- 1926: Eispavillon auf der Ausstellung GeSoLei in Düsseldorf[2]
- 1928: Kino „Odeon“ als Umbau eines Tanzsaals in Düsseldorf-Unterbilk[3]
- 1928: Kino „Nationaltheater“ als Umbau des Gaststätten-Saals „Kaiser-Friedrich-Halle“ in Viersen, Heierstraße 2[4]
- 1935: Kino „Apollo-Theater“ in Siegen[5][6]
- 1936: Kino „Capitol“ in Bielefeld, Bahnhofstraße[7]
- 1936: Umbau des Hotels Fürstenhof in Köln[8]
- 1949: Sanierung des Kinos „Europa-Palast“ in Düsseldorf, Graf-Adolf-Straße (bis 1928 Standort des Arabischen Cafés)[9]
- 1949: Wiederaufbau des Ufa-Kinos „Modernes Theater“ in Wuppertal[10]
- 1950: Wiederaufbau des Apollo-Theaters in Düsseldorf (mit über 3000 Sitzplätzen)[11]
- 1951: Wiederaufbau des Kinos „Viktoria-Theater“ in Hagen, Körnerstraße 4
- 1951–1952: Stadttheater Bad Godesberg, erster Theaterneubau Deutschlands nach dem Zweiten Weltkrieg[12][13]
- 1953: Kino am Aegidientor in Hannover (gemeinsam mit Hans Klüppelberg und Gerd Lichtenhahn)[14]
- 1954: Stadttheater Remscheid[15]
- 1954: Kino „Atlantis-Palast“ in Duisburg-Marxloh, Weseler Straße 66
- 1954–1956: Opernhaus Düsseldorf (gemeinsam mit Julius Schulte-Frohlinde und Paul Bonatz)
- 1955: Kino Ufa-Palast in Köln, Hohenstaufenring[16]
- um 1960: Wohn- und Geschäftshaus mit Kino in Köln, Kaiser-Wilhelm-Ring 30–32
- bis 1963: Studiohaus der Firma Rosenthal in Düsseldorf, Königsallee / Graf-Adolf-Straße (gemeinsam mit Günter Huhn)[17][18]